# Sauli Niinistö

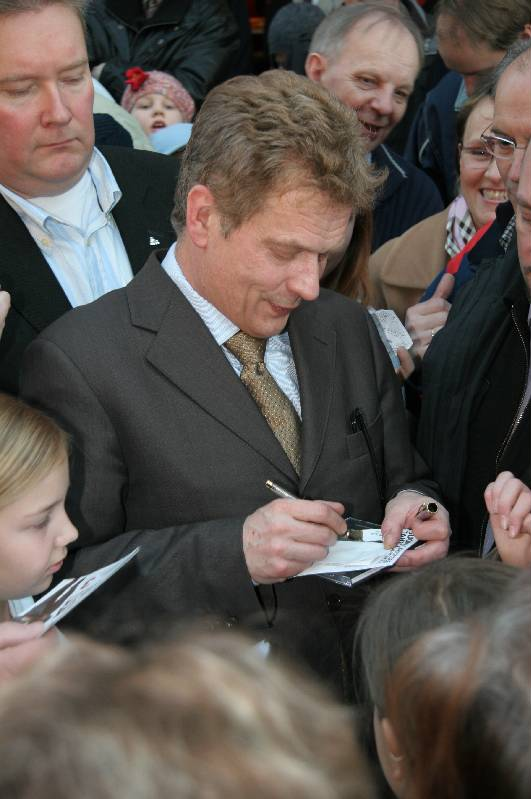
Sauli Niinistö 2006.

Sauli Väinämö Niinistö, född 24 augusti 1948 i Salo, Egentliga Finland, är en finländsk jurist, bankdirektör och politiker (Samlingspartiet) samt Finlands president mellan 1 mars 2012, då han efterträdde Tarja Halonen, och 1 mars 2024 då han efterträddes av Alexander Stubb.

## Karriär

### Yrkeskarriär och uppdrag utanför politiken
Niinistö utbildade sig till jurist och fick en tjänst vid Åbo hovrätt; parallellt drev han en egen juridisk byrå i Salo. 
Sauli Niinistö var en av kandidaterna till posten som ordförande för Finlands Bollförbund, och valdes till det i november 2009. Han lämnade posten 2012 i samband med att han blev republikens president.

### Politisk karriär
Niinistö engagerade sig i kommunpolitiken och blev sedan invald i riksdagen 1987, tredje gången han kandiderade. 1994 efterträdde han Pertti Salolainen som partiordförande. 1995 blev han justitieminister, året efter i stället finansminister; samtidigt med båda uppdragen var han också vice statsminister. 1999 önskade många inom partiet att han skulle bli presidentkandidat i valet 2000, men den gången tackade han nej. 2001 efterträddes han som partiordförande av Ville Itälä.
Niinistö motsatte sig hårt reformationen från mark till euro och startade 2002 föreningen "Markan säästäjät".
Niinistö valde att inte kandidera till en ny period i riksdagen 2003. Senare samma år utnämndes han i stället till vice ordförande i Europeiska Investeringsbanken (EIB) i Luxemburg.
- Ledamot i stadsfullmäktige i Salo 1977–1992
- Riksdagsman 1987–2003, 2007–2011
- Samlingspartiets ordförande 1994–2001
- Justitieminister 1995–1996
- Finansminister 1996–2003
- Ordförande för de europeiska konservativa partiernas förbund EDU 1998–2002
- Samlingspartiets presidentkandidat 2006
- Finska riksdagens talman 2007–2011
- Samlingspartiets presidentkandidat 2012
- Finlands president 2012–

### Presidentvalet 2006
Efter att ha avböjt en kandidatur inför valet 2000 var Niinistö först ut med att meddela sin kandidatur i det finländska presidentvalet 2006. I första omgången av valet, den 15 januari 2006, fick han 725 213 röster vilket var 24,06 %. Eftersom han blev tvåa i valet och ettan, Tarja Halonen, inte fick 50 % av rösterna, hölls en andra valomgång mellan dem den 29 januari. Niinistö förlorade knappt, han fick 1 517 947 röster, 48,2 %. Han blev åter invald i riksdagen 2007 och valdes till talman, men ställde inte upp i riksdagsvalet 2011.

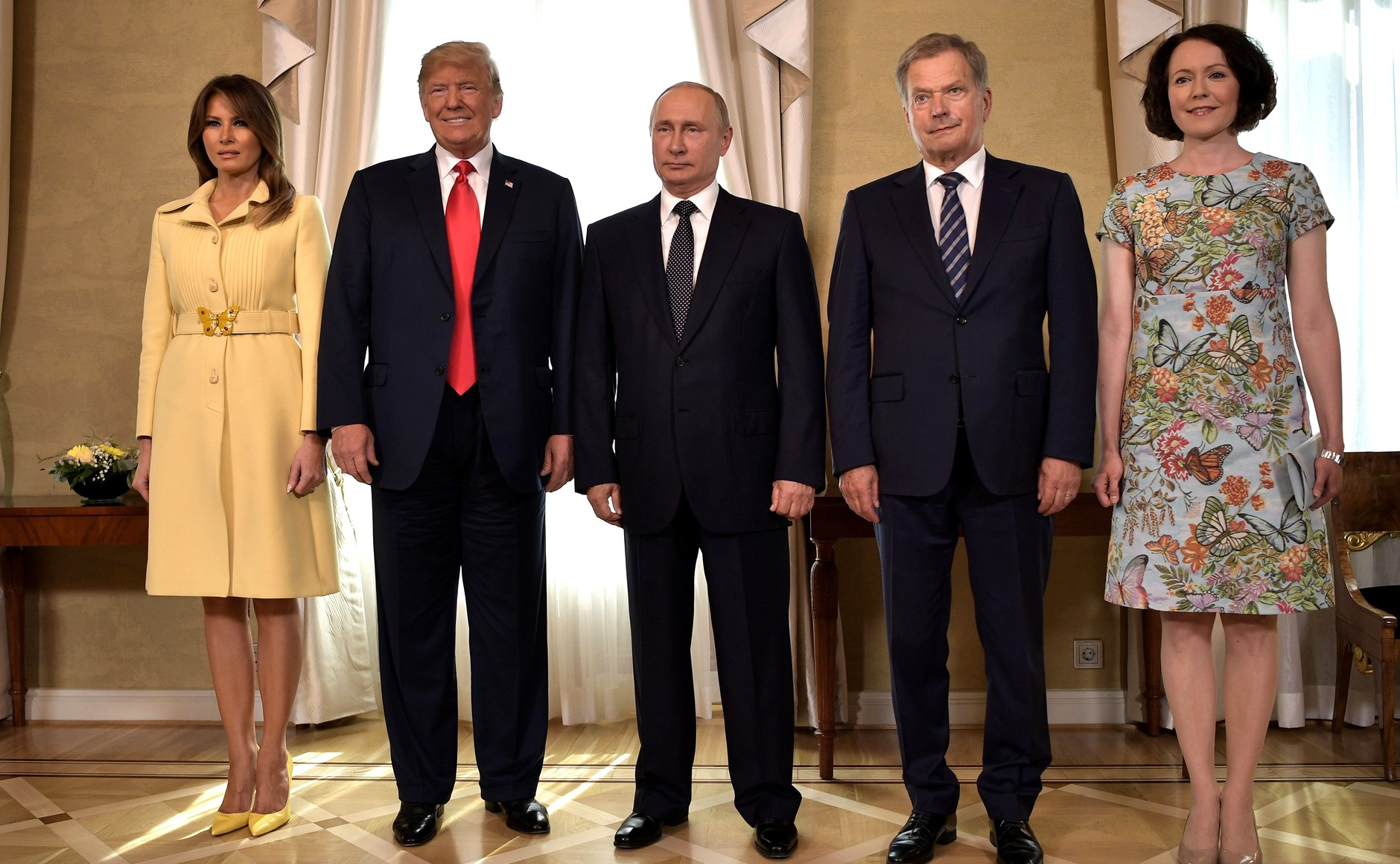
Toppmötet i Helsingfors 2018

### Presidentvalet 2012
Niinistö meddelade i juni 2011 att han planerade att ställa upp i presidentvalet 2012. Efter första valomgången stod det klart att Niinistö med 37 % av rösterna hade gått vidare till en andra valomgång som hölls den 5 februari 2012. Niinistö vann valet över De Grönas Pekka Haavisto och blev därmed Finlands 12:e president den 1 mars 2012.

### Presidentvalet 2018
Niinistö kandiderade formellt för en valmansförening, men stöddes även av sitt eget parti Samlingspartiet och av Kristdemokraterna. Han vann med 62,7 procent före De Grönas Pekka Haavisto med 12,4 procent. Eftersom Niinistö fick en majoritet av rösterna redan i första valomgågen, blev det inget andra val. Detta betydde att Niinistö fortsatte att leda Finland i 6 år till.

## Utmärkelser
- Storkors av Frihetskorsets orden
- Storkors av Finlands Vita Ros orden
- Storkors av Finlands Lejons orden

Som republikens president har Niinistö ex officio varit de finländska statsordnarnas stormästare.
- Riddare av Serafimerorden – mottog orden vid statsbesök i Sverige den 17 april 2012. Han tilldelades ordens kedja vid kung Carl XVI Gustafs statsbesök i Finland den 3 mars 2015.[5]

## Privatliv

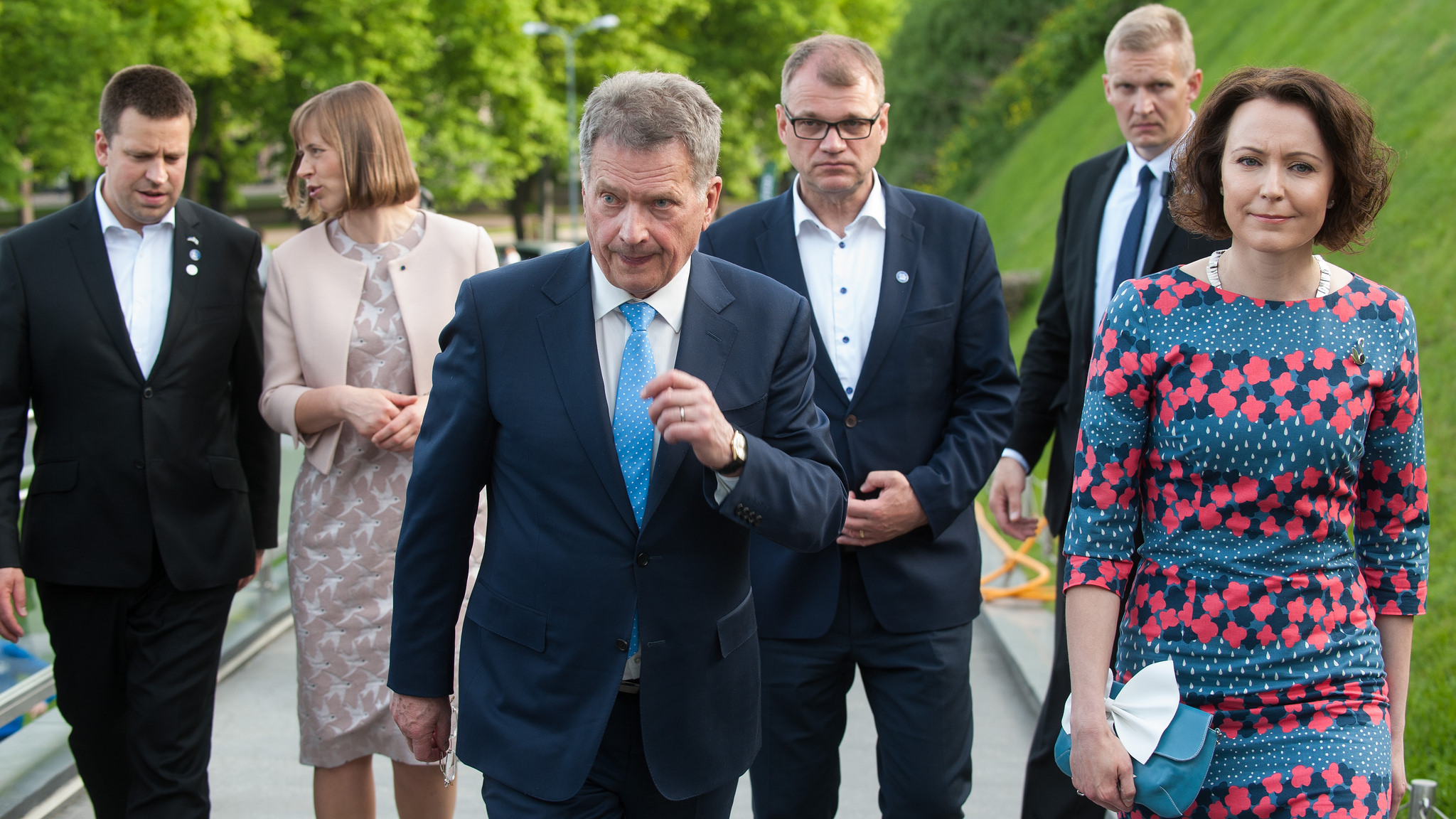
Niinistö och hans fru Jenni Haukio

Sauli Niinistö är uppväxt i Salo och är son till tidningschef Väinö Niinistö (1911–1991) och sjuksköterskan Hilkka Niinistö, född Heimo (1916–2014). 
Niinistö har två vuxna söner från sitt första äktenskap med Marja-Leena Niinistö (född Alanko). Hon omkom i en bilolycka 1995. 
2009 gifte Niinistö sig med Jenni Haukio i Räfsö kyrka i Björneborg. Sonen Aaro föddes 2018. Niinistö är farbror till Ville Niinistö, politiker för Gröna Förbundet som varit gift med den svenska politikern Maria Wetterstrand.
Han klarade sig i Khao Lak med livet i behåll från den ödesdigra tsunamin 2004 genom att enligt sina egna ord ta sig upp i en stolpe med sin son Matias.